# 蓋茨維爾 (印地安納州)
蓋茨維爾（英語：Gatesville）是位於美國印地安納州布朗縣的一個非建制地區。該地的面積和人口皆未知。

## 地理
蓋茨維爾的座標為39°15′42″N 86°08′47″W / 39.26167°N 86.14639°W，而該地的平均海拔高度為200米（即656英尺）。